# Derry Girls
Derry Girls er en britisk sitcom skabt af den nordirske dramatiker Lisa McGee.
Den består af sæson 1 fra 2018 og sæson 2 fra 2019, hver af seks afsnit af 30 minutter. TV-serien blev oprindeligt vist på Channel 4 i Storbritannien.

## Synopsis
Serien følger Erin Quinn (Saoirse-Monica Jackson), hendes kusine Orla (Louisa Harland), deres venner Clare (Nicola Coughlan), Michelle (Jamie-Lee O'Donnell) og Michelles engelske fætter James (Dylan Llewellyn) mens de navigerer deres teenageår i slutningen af Troubles in Derry, hvor de alle går på en katolsk pigeskole Vennerne befinder sig ofte i absurde situationer midt i tidens politiske uroligheder og kulturelle skel.